# Vínnitsa
Vinnytsia (en ucraniano: Вінниця pronunciaciónⓘ; otros nombres: Vínnytsia, Vínnitsa) es una ciudad del centro-oeste de Ucrania, situada a orillas del Bug Meridional.
Es el centro administrativo del óblast de Vínnytsia y la ciudad más grande de la región histórica de Podolia. Administrativamente, está incorporada como ciudad de importancia regional. También sirve de centro administrativo del raión de Vínnytsia, uno de los seis raiones del óblast de Vínnytsia. Tiene una población de 369 739 habitantes (estim. 2022).
Las raíces de la ciudad se remontan a la Edad Media. Durante siglos estuvo bajo control lituano y polaco. Entre 1653 y 1667 fue una ciudad regimental del Hetmanato, y en 1793 fue cedida al Imperio ruso. En los años 30 y principios de los 40, la ciudad fue escenario de masacres, primero durante las purgas de Iósif Stalin y después durante el Holocausto en Ucrania y la ocupación nazi. Cerca de la ciudad se encontraba una base aérea de la época de la Guerra Fría. En la actualidad, Vínnytsia se está desarrollando como una de las ciudades más habitables de la Ucrania independiente.

## Nombre
El nombre «Vínnitsa» aparece por primera vez en 1363. Se supone que el nombre deriva de la antigua palabra eslava Veno, que significa 'dote masculina'. Este nombre puede explicarse por el hecho de que el duque lituano Algirdas capturó Vínnytsia y las tierras circundantes en el siglo XIV, y luego, se las regaló a sus sobrinos.

## Geografía

### Ubicación
Vínnytsia está a unos 260 km al suroeste de la capital ucraniana, Kiev, a 429 km al noroeste de la ciudad portuaria de Odesa, en el mar Negro, y a 369 km al este de Leópolis.
Es el centro administrativo del óblast de Vínnytsia (provincia), así como el centro administrativo de los alrededores del raión de Vínnytsia dentro del óblast. La ciudad está directamente subordinada al óblast.

### Clima
| Parámetros climáticos promedio de Vínnytsia (1991-2020) | Parámetros climáticos promedio de Vínnytsia (1991-2020) | Parámetros climáticos promedio de Vínnytsia (1991-2020) | Parámetros climáticos promedio de Vínnytsia (1991-2020) | Parámetros climáticos promedio de Vínnytsia (1991-2020) | Parámetros climáticos promedio de Vínnytsia (1991-2020) | Parámetros climáticos promedio de Vínnytsia (1991-2020) | Parámetros climáticos promedio de Vínnytsia (1991-2020) | Parámetros climáticos promedio de Vínnytsia (1991-2020) | Parámetros climáticos promedio de Vínnytsia (1991-2020) | Parámetros climáticos promedio de Vínnytsia (1991-2020) | Parámetros climáticos promedio de Vínnytsia (1991-2020) | Parámetros climáticos promedio de Vínnytsia (1991-2020) | Parámetros climáticos promedio de Vínnytsia (1991-2020) |
| Mes                                                     | Ene.                                                    | Feb.                                                    | Mar.                                                    | Abr.                                                    | May.                                                    | Jun.                                                    | Jul.                                                    | Ago.                                                    | Sep.                                                    | Oct.                                                    | Nov.                                                    | Dic.                                                    | Anual                                                   |
| ------------------------------------------------------- | ------------------------------------------------------- | ------------------------------------------------------- | ------------------------------------------------------- | ------------------------------------------------------- | ------------------------------------------------------- | ------------------------------------------------------- | ------------------------------------------------------- | ------------------------------------------------------- | ------------------------------------------------------- | ------------------------------------------------------- | ------------------------------------------------------- | ------------------------------------------------------- | ------------------------------------------------------- |
| Temp. máx. abs. (°C)                                    | 11.6                                                    | 17.3                                                    | 22.3                                                    | 29.4                                                    | 32.2                                                    | 35.0                                                    | 37.8                                                    | 37.3                                                    | 36.5                                                    | 28.6                                                    | 19.9                                                    | 15.4                                                    | 37.8                                                    |
| Temp. máx. media (°C)                                   | -1.4                                                    | -0.2                                                    | 6.0                                                     | 14.3                                                    | 20.1                                                    | 23.6                                                    | 25.6                                                    | 25.2                                                    | 19.4                                                    | 12.7                                                    | 5.4                                                     | 0.0                                                     | 12.6                                                    |
| Temp. media (°C)                                        | -3.8                                                    | -2.7                                                    | 1.9                                                     | 9.1                                                     | 14.7                                                    | 18.2                                                    | 20.0                                                    | 19.4                                                    | 14.1                                                    | 8.1                                                     | 2.5                                                     | -2.3                                                    | 8.3                                                     |
| Temp. mín. media (°C)                                   | -6.2                                                    | -5.4                                                    | -1.6                                                    | 4.3                                                     | 9.3                                                     | 13.1                                                    | 14.8                                                    | 13.9                                                    | 9.3                                                     | 4.3                                                     | 0.0                                                     | -4.5                                                    | 4.3                                                     |
| Temp. mín. abs. (°C)                                    | -35.5                                                   | -33.6                                                   | -24.2                                                   | -12.7                                                   | -2.8                                                    | 2.5                                                     | 5.2                                                     | 1.5                                                     | -4.5                                                    | -11.4                                                   | -24.6                                                   | -27.2                                                   | -35.5                                                   |
| Precipitación total (mm)                                | 29                                                      | 31                                                      | 32                                                      | 40                                                      | 54                                                      | 87                                                      | 73                                                      | 54                                                      | 61                                                      | 35                                                      | 35                                                      | 35                                                      | 566                                                     |
| Nevadas (cm)                                            | 12                                                      | 12                                                      | 9                                                       | 0                                                       | 0                                                       | 0                                                       | 0                                                       | 0                                                       | 0                                                       | 0                                                       | 1                                                       | 6                                                       | 40                                                      |
| Días de lluvias (≥ 1 mm)                                | 7                                                       | 6                                                       | 10                                                      | 13                                                      | 14                                                      | 15                                                      | 15                                                      | 10                                                      | 12                                                      | 11                                                      | 12                                                      | 9                                                       | 134                                                     |
| Días de nevadas (≥ 1 mm)                                | 16                                                      | 16                                                      | 11                                                      | 3                                                       | 0.1                                                     | 0                                                       | 0                                                       | 0                                                       | 0                                                       | 1                                                       | 8                                                       | 14                                                      | 69.1                                                    |
| Horas de sol                                            | 50.7                                                    | 73.6                                                    | 123.6                                                   | 179.0                                                   | 271.8                                                   | 262.8                                                   | 275.3                                                   | 264.7                                                   | 180.8                                                   | 131.9                                                   | 57.6                                                    | 38.4                                                    | 1910.2                                                  |
| Humedad relativa (%)                                    | 85                                                      | 83                                                      | 78                                                      | 68                                                      | 66                                                      | 72                                                      | 72                                                      | 71                                                      | 76                                                      | 80                                                      | 86                                                      | 88                                                      | 77.1                                                    |
| Fuente n.º 1: Погода и климат                           |                                                         |                                                         |                                                         |                                                         |                                                         |                                                         |                                                         |                                                         |                                                         |                                                         |                                                         |                                                         |                                                         |
| Fuente n.º 2: WMO (Horas de sol, 1961-1990)             |                                                         |                                                         |                                                         |                                                         |                                                         |                                                         |                                                         |                                                         |                                                         |                                                         |                                                         |                                                         |                                                         |

## Historia
Su área, fue poblada por el hombre desde la antigüedad. Los arqueólogos han encontrado herramientas del Neolítico, entierros de Edad del Bronce y asentamientos eslavos relacionados con la cultura de Chernyajiv. Más tarde vivieron aquí, tribus que formaban parte de la Rus de Kiev y el principado de Galicia-Volinia. Los arqueólogos han descubierto, en particular, un asentamiento de la cultura de Cucuteni-Trypilia. De ahí proviene una hacha de pedernal, que ahora se conserva en el Museo Nacional de Historia de Ucrania en Kiev.

### De la Edad Media a la Edad Moderna
| - Gran Ducado de Lituania: 1363-1569 - República de las Dos Naciones: 1569-1672 - Imperio otomano: 1672-1699 - República de las Dos Naciones: 1699-1793 - Imperio ruso: 1793-1917 - República Rusa: 1917 - Estados ucranianos: 1917-1920 - RSS de Ucrania: 1920-1922 - Unión Soviética: 1922-1991 (ocupada por la Alemania nazi entre 1941-1944). - Ucrania: 1991-presente |

Vínnytsia ha sido un importante centro comercial y político desde el siglo XIV, cuando Teodoro Koriátovich, sobrino del duque lituano Algirdas, construyó una fortaleza (1363) contra los asaltantes tártaros a orillas del Bug Meridional. El asentamiento original fue construido y poblado por Aleksánder Jélec, un hetman a las órdenes del príncipe lituano Švitrigaila. Aleksánder Jélec construyó el fuerte, que después comandó como starósta.
En el siglo XV, el Gran Duque de Lituania Alejandro I Jagellón concedió a Vínnytsia los derechos de ciudad de Magdeburgo. En 1566, pasó a formar parte del voivodato de Brátslav. Entre 1569 y 1793, la ciudad formó parte de Polonia. En 1648, Vínnitsa fue el epicentro de la lucha de liberación liderada por Bogdán Jmelnitski. En febrero de 1651, el regimiento cosaco de Iván Bogún derrotó a un ejército polaco de 20.000 hombres durante la defensa de la ciudad. Vínnytsia formó parte del Hetmanato hasta 1667, y durante 1672-1699 formó parte del Imperio otomano (y aún forma parte de la región histórica de Podolia). Durante la dominación polaca, Vínnytsia fue una ciudad real. El 18 de marzo de 1783, Antoni Protazy Potocki abrió en Vínnytsia la Compañía de Comercio de Polonia.
Entre 1937 y 1938, la policía secreta soviética, la NKVD, ejecutó a varios ucranianos durante la Gran Purga, en el curso de la llamada masacre de Vínnytsia. En 1943, durante la ocupación alemana de Ucrania, se desenterraron 9432 cuerpos en Vínnitsa y los alrededores.
Para la campaña del Cáucaso de 1942, fue construido el Cuartel General de Adolf Hitler, Wehrwolf, a pocos kilómetros al norte de la ciudad. Previamente, Vínnytsia había sido declarada «libre de judíos».
Durante la ocupación nazi de Vínnytsia, el Einsatzgruppe D asesinó aproximadamente a 28 000 vecinos con la pretensión de acabar con la población judía de la ciudad. Una infame foto de 1941 titulada por su autor «El último judío de Vínnytsia» muestra a un soldado de dicho comando disparando en la nuca de un hombre al borde de una tumba común. Fue encontrada en el álbum de un soldado alemán.
El 6 de marzo de 2022 su aeropuerto fue destruido por bombardeos rusos en el contexto de la invasión de Ucrania.

## Demografía
A 1 de enero de 2022, la población de Vinnytsia era de 369 740 habitantes.
Por población entre las ciudades de Ucrania Vinnytsia se encuentra entre las 10 ciudades más grandes (excluidos los territorios temporalmente ocupados).
La invasión rusa de Ucrania provocó una nueva oleada de ucranización en la ciudad, en la que cada vez más personas optaron por hablar ucraniano. Según una encuesta realizada por el Instituto Republicano Internacional en abril-mayo de 2023, el 85 % de la población de la ciudad hablaba ucraniano en casa, y el 15 % hablaba ruso.

## Ciudades hermanadas
- Kielce (Polonia)
- Peterborough (Reino Unido)
- Birmingham (Estados Unidos)
- Rîbnița (Moldavia)
- Bursa (Turquía)
- Bat Yam (Israel)
- Panevėžys (Lituania)